# Människor kring en bro
Människor kring en bro är en roman från 1935 av den svenske författaren Josef Kjellgren.
Romanen, som 1935 vann första pris i Natur och Kulturs romanpristävlan, räknas till en av de främsta arbetarskildringarna och kollektivromanerna i svensk litteratur. Den skildrar ett antal människor som var inblandade i bygget av Västerbron i Stockholm och ger på samma gång en både mänsklig och dokumentär bakgrund till detta bygge. Liksom i andra verk av Kjellgren genomströmmas romanen av ett starkt socialt patos med idén att arbetets glädje, gemenskap och solidaritet är ett sätt att komma ur och bekämpa klassförtryck.